# Jones Ridge
Jones Ridge ist ein kleiner Gebirgskamm mit einigen spitzen Gipfeln nahe der Küste des ostantarktischen Königin-Marie-Lands. Er ragt aus dem unteren Abschnitt des Denman-Gletschers nahe dessen Mündung in das Shackleton-Schelfeis auf.
Teilnehmer der Australasiatischen Antarktisexpedition (1911–1914) unter der Leitung des australischen Polarforschers Douglas Mawson kartierten diese Formation. Sie benannten sie als Kap Jones in der Annahme, es handele sich um das westliche Ende der markanten Felsenkliffs an der Ostflanke des Denman-Gletschers. Die Auswertung von Luftaufnahmen der Operation Highjump (1946–1947) vom Februar 1947 ergab, dass der Strom der Eismassen des Denman-Gletschers die Formation von den Felsenkliffs trennt. Deshalb entschied sich das Advisory Committee on Antarctic Names im Jahr 1955 zu einer Umbenennung, die der Natur der Formation entspricht. Namensgeber beider Benennungen ist Sydney Evan Jones (1887–1948), Arzt bei Mawsons Expedition.